# غورغة (آبجدان)
غورغة (بالفارسية: گرگه) هي منطقة سكنية تقع في إيران في قسم آبجدان الريفي. يقدر عدد سكانها بـ 159 نسمة .